# 于贈
于贈是唐代六詔之一的越析詔王，是前任王波衝的兄子。
波衝與豪酋張尋求相繼被殺後，部落無人領導，於是連同土地歸附南詔皮逻阁。于贈不同意，持越析詔“状如刀戟残刃”、“所指无不洞”的宝兵器——铎鞘，與一些部眾渡瀘水，走到龍佉河建邑，整兵反抗，屡败南诏兵。後來南詔阁逻凤進侵，于贈戰敗後投瀘水死，历经七十年的越析诏政權滅亡。铎鞘被蒙舍诏（南诏）所获，成为出军行进必执的传世之宝。